# Песок (Золочевский район)
Песок (укр. Пісок) — село в Золочевской городской общине Золочевского района Львовской области Украины.
Население по переписи 2001 года составляло 32 человека. Занимает площадь 3,249 км². Почтовый индекс — 80713. Телефонный код — 3265.